# HD 147513
HD 147513 é uma estrela na constelação de Scorpius. Com uma magnitude aparente visual de 5,38, pode ser vista a olho nu em locais com pouca poluição luminosa. Medições de paralaxe do satélite Gaia indicam que está localizada a uma distância de 42,1 anos-luz (12,9 parsecs) da Terra.

## Características
Esta é uma estrela de classe G da sequência principal similar ao Sol com um tipo espectral de G1V e uma temperatura efetiva de 5830 K. Tem uma massa cerca de 2% superior à massa solar, um raio igual a 99% do raio solar e está brilhando com 101% da luminosidade solar. Apesar de sua metalicidade ser no geral parecida com a solar, a estrela possui uma alta abundância de elementos produzidos no processo s, sendo classificada como uma estrela de bário. HD 147513 é uma possível estrela variável, variando sua magnitude aparente com uma amplitude de 0,06.
HD 147513 possui um alto nível de atividade cromosférica, o que indica que é uma estrela jovem com uma idade de cerca de 400 milhões de anos. Sua idade, metalicidade e movimento pelo espaço indicam que é um membro do grupo Ursa Major, uma associação de estrelas com origem comum. Um campo magnético com intensidade entre 1,0 e 3,2 G foi detectado em HD 147513. A velocidade radial da estrela apresenta pequenas variações a curto prazo, o que é evidência de atividade magnética na superfície. O nível de atividade junto com as variações no campo magnético e na velocidade radial são consistentes com um período de rotação de 10 dias e com um baixo ângulo de inclinação de 18°.
HD 147513 forma um sistema binário de movimento comum com CD-23°10980, uma anã branca de tipo espectral DA a uma separação de 5,7 minutos de arco, correspondendo a uma separação projetada de 5 360 UA. No passado a estrela progenitora da anã branca pode ter sido uma companheira mais próxima, e enquanto estava no estágio do ramo gigante assintótico transferiu matéria para HD 147513, causando as anomalias químicas observadas na fotosfera da estrela. O par pode ter formado um sistema estelar múltiplo junto com χ1 Orionis, e um evento de ejeção pode ter colocado a anã branca na sua separação atual.

## Sistema planetário
Em 2002, foi anunciada a descoberta de um planeta extrassolar orbitando HD 147513. Ele foi detectado a partir de observações com o espectrógrafo CORALIE, que detectou variações periódicas na velocidade radial da estrela causadas por um corpo em órbita (espectroscopia Doppler). O planeta é um gigante gasoso com uma massa de 1,2 vezes a massa de Júpiter, orbitando a estrela a uma distância média de 1,3 UA em uma órbita moderadamente excêntrica com um período de 528 dias.
O planeta permanece na zona habitável do sistema durante praticamente toda sua órbita. Assim, um planeta terrestre hipotético não poderia manter uma órbita estável na zona habitável, a não ser que ele se movesse de forma sincronizada com o gigante gasoso. Simulações numéricas indicam que um planeta assim poderia existir nos pontos de Lagrange L4 ou L5 do gigante gasoso.
| Planeta | Massa   | Semieixo maior (UA) | Período orbital (dias) | Excentricidade |
| ------- | ------- | ------------------- | ---------------------- | -------------- |
| b       | 1,21 MJ | 1,32                | 528,4 ± 6,3            | 0,26 ± 0,05    |